# Oceânico Golf

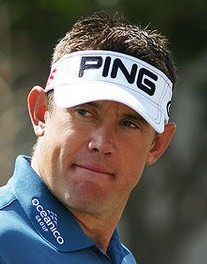
Lee Westwood

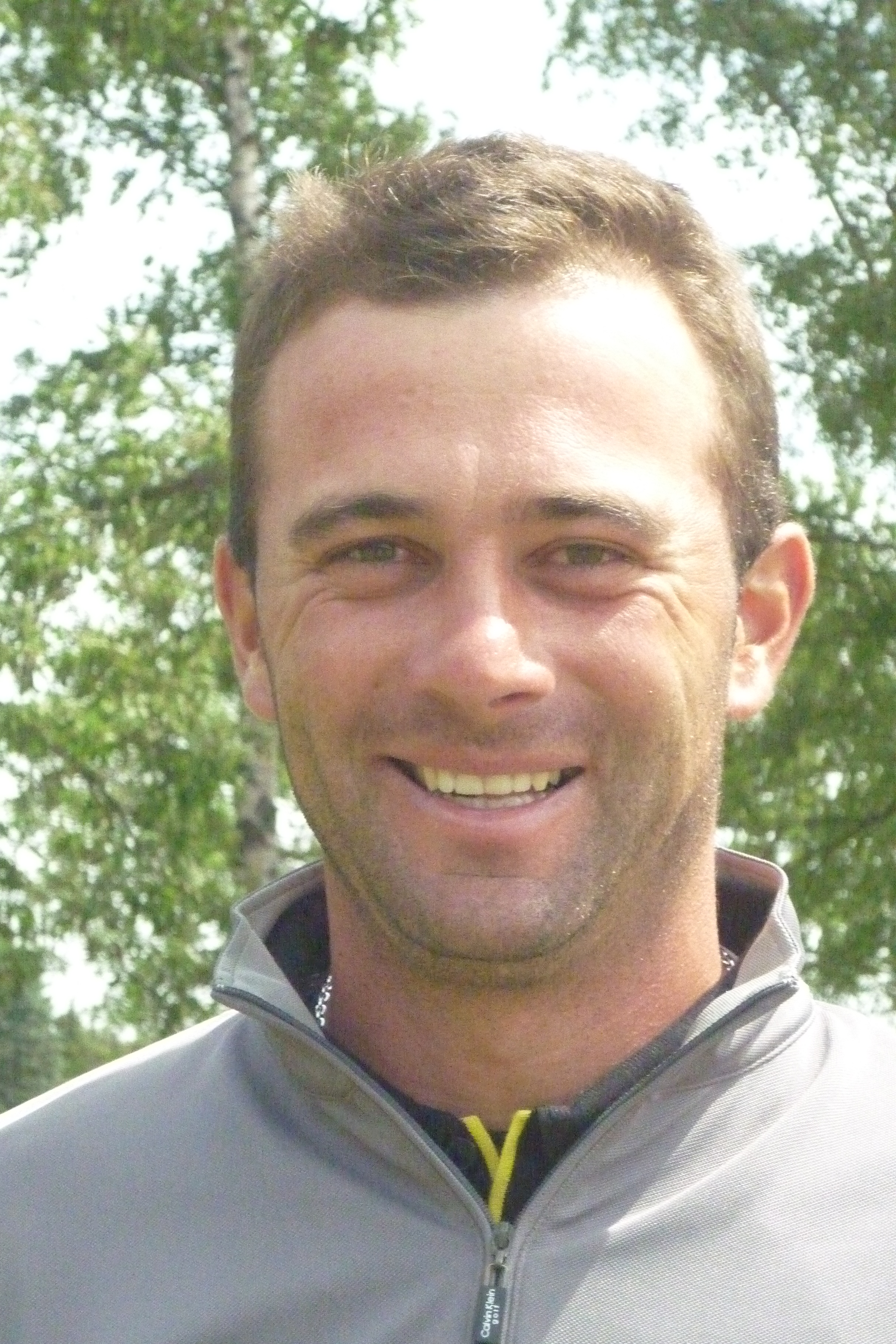
Ricardo Santos

Oceânico Golf is een dochterbedrijf van Oceânico met golfresorts in Portugal en in de Verenigde Staten. Oceânico is een bedrijf dat belegt in onroerend goed. Ambassadeur van Oceânico Golf zijn Ricardo Santos en Lee Westwood.

## Portugal
Oceânico Golf beschikt in de Algarve over zeven golfbanen en een par 3-baan van 9 holes die 's avonds verlicht is. Alle banen hebben het Committed to Green-label.
- Oceânico Old Course, par 73, SR 138, 6254 m vanaf de witte tees. 
 Ontworpen door Frank Pennink, geopend in 1969. Dit is een van de oudste golfbanen in de Algarve. Net voor de eeuwwisseling is de baan gerenoveerd en kwam er een nieuw clubhuis.
- Oceânico Pinhal, par 72, SR 129, 6353 m vanaf de witte tees. 
Deze tweede baan op Vilamoura werd eveneens ontworpen door Frank Pennink, de opening vond in 1976 plaats. Het glooiende landschap heeft veel parasoldennen. Rond de eeuwwisseling werd een nieuw clubhuis gebouwd.
- Oceânico Laguna, par 72, SR 129, 6121 m vanaf de witte tees. 
 Ontworpen door de Amerikaan Joseph Lee, geopend in 1990. 
Er waren naast de nieuwe 18 holes ook 9 oude holes, die vroeger bekendstonden als Vilamoura III. De baan ligt langs de zee, is bijna vlak, heeft weinig bomen en veel water.
- Oceânico Millennium, par 72, SR 120, 6176 m vanaf de witte tees.
 Ontworpen door Martin Hawtree, geopend in 2000. 
 Negen holes zijn ouder (Vilamoura III) en hoorden tijdelijk bij Laguna, die toen 27 holes had.

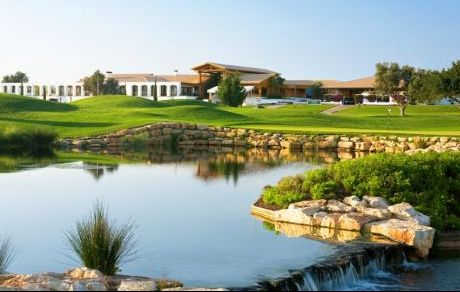
Oceanico Victoria

- Oceânico Victoria, par 72, SR 129, 6609 m vanaf de witte tees.
 Ontworpen door Arnold Palmer, geopend in 2000. 
Hij is erg vlak, er zijn vier meren die bij zeven holes in spel komen. 
In 2005 werd hier de World Cup gewonnen door Stephen Dodd en Bradley Dredge van Wales.
 Sinds 2007 wordt hier de Portugal Masters gespeeld.
- Oceânico Faldo bij Silves, par 72, SR 138, 6598 m vanaf de witte tees. 
 Ontworpen door Nick Faldo, geopend in 2008. 
De baan past bij Faldo's eigen manier van spelen, de speler moet goed nadenken hoe hij de holes wil spelen. Het landschap is glooiend, er groeien veel wilde kruiden en cactus-soorten.
- Oceânico O'Connor Jnr op de Amendoeira Golf Resort in Silves, par 72, SR 137, 6708 m vanaf de witte tees. 
 Ontworpen door Christy O'Connor jr., geopend in 2008.

## Verenigde Staten
In 2007 heeft Oceânico Golf in North Carolina de Little River Golf & Resort in Pinehurst gekocht. Deze lange en heuvelachtige baan heeft een par van 72 en een Slope Rating van 140.